# Gnamptogenys rostrata
Gnamptogenys rostrata é uma espécie de formiga do gênero Gnamptogenys.